# Foggy Pass
Foggy Pass är ett bergspass i Antarktis. Det ligger i Östantarktis. Nya Zeeland gör anspråk på området. Foggy Pass ligger 1 720 meter över havet.
Terrängen runt Foggy Pass är huvudsakligen kuperad, men den allra närmaste omgivningen är platt. Trakten är obefolkad. Det finns inga samhällen i närheten. 